# Francesco Andrealli
Francesco Luis Andrealli (Como, Italia, 5 de agosto de 2007) es un futbolista italoperuano que juega como centrocampista en el Como 1907 de la Serie A de Italia.

## Carrera
Andrealli ingresó a la cantera del Como 1907 cuando tenía 8 años, desarrollándose completamente en las categorías juveniles del club. En noviembre de 2024, fue convocado por Cesc Fàbregas para el partido de la Serie A ante el Empoli FC, y en marzo de 2025 firmó su primer contrato profesional con el club.
En junio de 2025 fue promovido oficialmente a la plantilla del primer equipo por el entrenador Cesc Fàbregas.